# Alexander Schmidt (Historiker, 1975)
Alexander Schmidt (* 1975) ist ein deutscher Historiker mit den Forschungsschwerpunkten Frühe Neuzeit, Ideengeschichte, Ästhetik und Politische Philosophie.

## Leben
Von 1996 bis 2002 studierte er Neuere Geschichte, Psychologie, Philosophie und Politikwissenschaft an der Friedrich-Schiller-Universität Jena und der Humboldt-Universität zu Berlin. Nach der Promotion 2005 war er von 2009 bis 2017 Juniorprofessor am Forschungszentrum Laboratorium Aufklärung und am Institut für Geschichte der Frühen Neuzeit in Jena. Zwischen 2011 und 2020 war er Visiting Fellow an der University of Edinburgh (UK), der University of Cambridge (UK), an der University of Chicago, IL (USA) und Gastprofessor an der Sichuan University Chengdu (China) und an der University of Chicago. Seit 2021 ist er Associate Professor of European Studies an der Vanderbilt University in Nashville, TN.
Alexander Schmidt ist der Sohn des Historikers Siegfried Schmidt.

## Schriften
Monographien/Herausgeberschaften
- Vaterlandsliebe und Religionskonflikt. Politische Diskurse im Alten Reich 1555–1648 (= Studies in Medieval and Reformation Traditions. 126) Brill Academic Publishers, Leiden / Boston 2007, ISBN 90-04-16157-0 (Digitalisat) (Rezension von Caspar Hirschi: faz.net)
- mit Joachim Bauer, Andreas Klinger, Georg Schmidt: Die Universität Jena in der Frühen Neuzeit Winter Verlag, Heidelberg 2008, ISBN 978-3-8253-5525-8.
- mit Eva Piirimäe Sociability in Eighteenth-Century Thought. In: Special Issue History of European Ideas 41, no. 5, 2015 (Digitalisat).

Editionen
- Friedrich Schiller: On the Aesthetic Education of Man in a Series of Letters. (= Penguin Classics. Übersetzung von Keith Tribe, Edition mit einer Einführung und Anmerkungen) 2016, ISBN 0-14-139696-2.

Aufsätze (Auswahl)
- Realpolitik als Anti-Romantik. August Ludwig von Rochau und die liberale Romantikkritik. In: Sandra Kerschbaumer, Matthias Löwe, Tilman Reitz (Hrsg.): GegenRomantik. Konfliktlinien in Naturwissenschaft, Politik und Ästhetik, Berlin/Boston 2024, S. 113–125 (Digitalisat).
- Economic and Social Democracy: The Enlightenment Origins of the Democratic Welfare State. In: Anna Plassart, Michael Mosher (Hrsg.): A Cultural History of Democracy in the Age of Enlightenment, London 2021, S. 87–107 (Digitalisat).
- Sources of evil or seeds of the good? Rousseau and Kant on needs, the arts, and the sciences. In: Avi Lifschitz (Hrsg.): Responses to Rousseau: Reaction and Interpretation from the Eighteenth Century to the Present, Cambridge 2016, ISBN 978-1-107-14632-7, S. 33–55 (Digitalisat).
- Unsocial sociability and the crisis of natural law: Michael Hissmann on the state of nature. In: Sociability in Eighteenth-Century Thought, Special Issue History of European Ideas 41, 2015, hrsg. von Eva Piirimäe and Alexander Schmidt, S. 619–639 (Digitalisat).
- Freedom and State Action in German Late Enlightenment Thought. In: Quentin Skinner, Martin van Gelderen (Hrsg.): Freedom and the Construction of Europe, Band 2, Cambridge 2013, ISBN 978-1-108-81777-6, S. 208–226 (Digitalisat).
- Self-cultivation (Bildung) and Sociability between Mankind and the Nation: Fichte and Schleiermacher on Higher Education. In: Elizabeth Frazer, Christopher Brooke (Hrsg.): Ideas of Education: Philosophy and politics from Plato to Dewey, London 2013, ISBN 978-0-415-58252-0, S. 160–177.
- Scholarship, Morals and Government: Jean-Henri-Samuel Formey’s and Johann Gottfried Herder’s Responses to Rousseau’s First Discourse. In: Modern Intellectual History. 9, Nr. 2, 2012, S. 249–274 (Digitalisat).
- Irenic patriotism in sixteenth and seventeenth-century German political discourse. In: The Historical Journal 53, 2010, S. 243–269 (Digitalisat).
- The Liberty of the Ancients? Friedrich Schiller and Aesthetic Republicanism. In: History of Political Thought 30, 2009, S. 286–314 (Digitalisat).